# Orches
Orches est une commune du centre-ouest de la France, située dans le département de la Vienne en région Nouvelle-Aquitaine.

## Géographie
Les citoyens de Orches sont nommés les Orchois et les Orchoises.

### Localisation
La grande ville la plus proche est Châtellerault et se trouve à environ 18,3 km à l'est.

### Communes limitrophes
| Berthegon         | Sérigny                |         |
|                   | Orches                 | Sossais |
| Savigny-sous-Faye | Saint-Genest-d'Ambière |         |

### Climat
Pour des articles plus généraux, voir Climat de la Nouvelle-Aquitaine et Climat de la Vienne.
Historiquement, la commune est exposée à un climat océanique du nord-ouest.  
En 2020, Météo-France publie une typologie des climats de la France métropolitaine dans laquelle la commune est exposée à un climat océanique altéré et est dans la région climatique Poitou-Charentes, caractérisée par un bon ensoleillement, particulièrement en été et des vents modérés.
Pour la période 1971-2000, la température annuelle moyenne est de 11,7 °C, avec une amplitude thermique annuelle de 15,1 °C. Le cumul annuel moyen de précipitations est de 678 mm, avec 11 jours de précipitations en janvier et 6,7 jours en juillet. Pour la période 1991-2020, la température moyenne annuelle observée sur la station météorologique la plus proche, située sur la commune de Courcoué à 18 km à vol d'oiseau, est de 12,5 °C et le cumul annuel moyen de précipitations est de 688,4 mm,. Pour l'avenir, les paramètres climatiques de la commune estimés pour 2050 selon différents scénarios d’émission de gaz à effet de serre sont consultables sur un site dédié publié par Météo-France en novembre 2022.

### Voies de communication et transports
La route départementale D 757 entre les villes de Lencloître, au sud, et de Richelieu, au nord, traverse la commune.
Les gares TER les plus proches se trouvent à  Beaumont (19,4 km), Naintré (19,1 km), Jaunay-Clan (22,9 km) et Dissay (21,3 km). La gare TGV est à Châtellerault ( 19 km)

## Urbanisme

### Typologie
Au 1er janvier 2024, Orches est catégorisée commune rurale à habitat très dispersé, selon la nouvelle grille communale de densité à sept niveaux définie par l'Insee en 2022.
Elle est située hors unité urbaine. Par ailleurs la commune fait partie de l'aire d'attraction de Châtellerault, dont elle est une commune de la couronne,. Cette aire, qui regroupe 44 communes, est catégorisée dans les aires de 50 000 à moins de 200 000 habitants,.

### Occupation des sols
L'occupation des sols de la commune, telle qu'elle ressort de la base de données européenne d’occupation biophysique des sols Corine Land Cover (CLC), est marquée par l'importance des territoires agricoles (63,4 % en 2018), une proportion sensiblement équivalente à celle de 1990 (63 %). La répartition détaillée en 2018 est la suivante : 
terres arables (37,3 %), forêts (36,6 %), zones agricoles hétérogènes (26,1 %). L'évolution de l’occupation des sols de la commune et de ses infrastructures peut être observée sur les différentes représentations cartographiques du territoire : la carte de Cassini (XVIIIe siècle), la carte d'état-major (1820-1866) et les cartes ou photos aériennes de l'IGN pour la période actuelle (1950 à aujourd'hui).

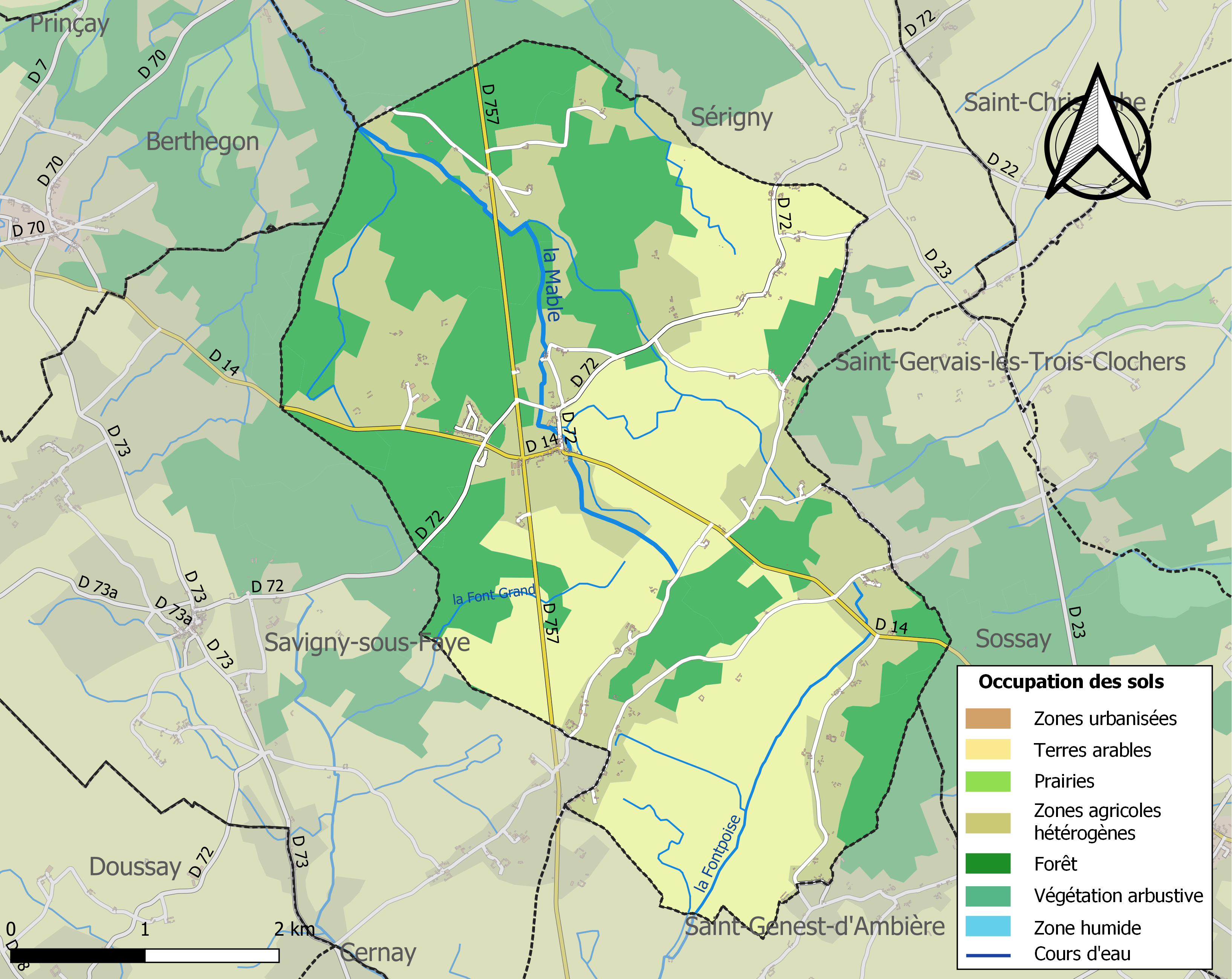
Carte des infrastructures et de l'occupation des sols de la commune en 2018 (CLC).

### Risques majeurs
Le territoire de la commune d'Orches est vulnérable à différents aléas naturels : météorologiques (tempête, orage, neige, grand froid, canicule ou sécheresse), inondations, feux de forêts, mouvements de terrains et séisme (sismicité modérée). Il est également exposé à un risque technologique, le transport de matières dangereuses. Un site publié par le BRGM permet d'évaluer simplement et rapidement les risques d'un bien localisé soit par son adresse soit par le numéro de sa parcelle.

#### Risques naturels
Certaines parties du territoire communal sont susceptibles d’être affectées par le risque d’inondation par débordement de cours d'eau, notamment le Mable. La commune a été reconnue en état de catastrophe naturelle au titre des dommages causés par les inondations et coulées de boue survenues en 1982, 1999 et 2010,.
Orches est exposée au risque de feu de forêt. En 2014, le deuxième plan départemental de protection des forêts contre les incendies (PDPFCI) a été adopté pour la période 2015-2024. Les obligations légales de débroussaillement dans le département sont définies dans un arrêté préfectoral du 29 mai 2015,, celles relatives à l'emploi du feu et au brûlage des déchets verts le sont dans un arrêté permanent du 24 mai 2015,.

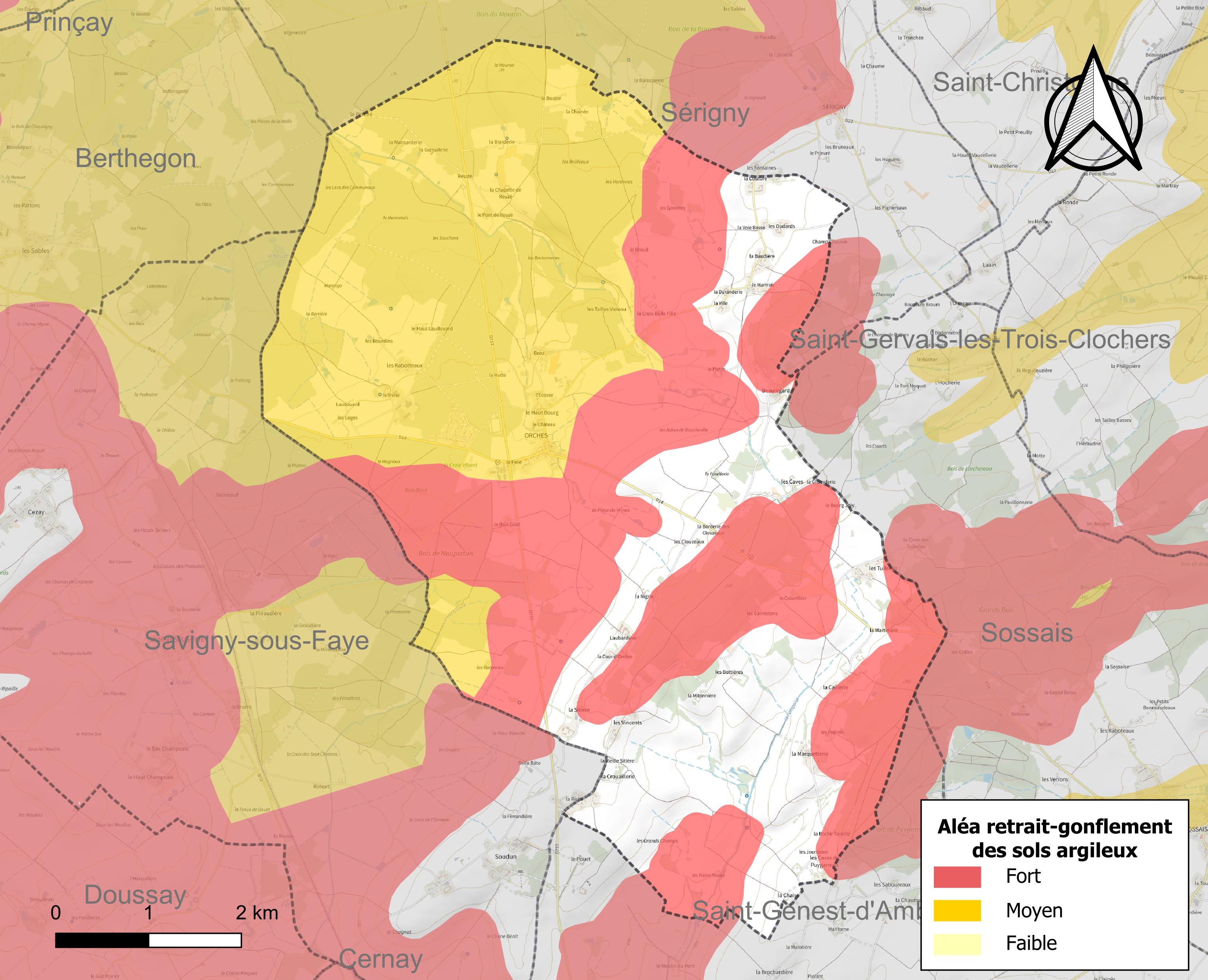
Carte des zones d'aléa retrait-gonflement des sols argileux d'Orches.

Les mouvements de terrains susceptibles de se produire sur la commune sont des affaissements et effondrements liés aux cavités souterraines (hors mines) et des tassements différentiels. Afin de mieux appréhender le risque d’affaissement de terrain, un inventaire national permet de localiser les éventuelles cavités souterraines sur la commune. Le retrait-gonflement des sols argileux est susceptible d'engendrer des dommages importants aux bâtiments en cas d’alternance de périodes de sécheresse et de pluie. 75,3 % de la superficie communale est en aléa moyen ou fort (79,5 % au niveau départemental et 48,5 % au niveau national). Depuis le 1er octobre 2020, en application de la loi ÉLAN, différentes contraintes s'imposent aux vendeurs, maîtres d'ouvrages ou constructeurs de biens situés dans une zone classée en aléa moyen ou fort,.
La commune a été reconnue en état de catastrophe naturelle au titre des dommages causés par la sécheresse en 2017 et par des mouvements de terrain en 1999 et 2010.

## Toponymie
Du mot gaulois orco (« porc »).

## Histoire
Pour célébrer le centenaire de la Révolution française de 1848 et de la Deuxième République, un arbre de la liberté est planté le 29 février 1948 devant l’école publique, jour de la fête des Laboureurs. Ce cèdre bleu existe toujours.

## Politique et administration

### Intercommunalité
La commune d'Orches est rattachée à la communauté d'agglomération de Grand Châtellerault.

### Liste des maires
| Période | Période  | Identité      | Étiquette | Qualité |
| ------- | -------- | ------------- | --------- | ------- |
| 1983    | 2008     | Paul REAU     |           |         |
| 2008    | 2017     | Bernard SIMON |           |         |
| 2017    | 2020     | Yves BOINOT   |           |         |
| 2020    | En cours | Valérie LEAU  |           |         |

### Instances judiciaires et administratives
La commune relève du tribunal d'instance de Poitiers, du tribunal de grande instance de Poitiers, de la cour d'appel  de Poitiers, du tribunal pour enfants de Poitiers, du conseil de prud'hommes de Poitiers, du tribunal de commerce de Poitiers, du tribunal administratif de Poitiers et de la cour administrative d'appel  de  Bordeaux, du tribunal des pensions de Poitiers, du tribunal des affaires de la Sécurité sociale de la Vienne, de la cour d’assises de la Vienne.

### Services publics
Les réformes successives de La Poste ont conduit à la fermeture de nombreux bureaux de poste ou à leur transformation en simple relais. Toutefois, la commune a pu maintenir le sien.

### Politique environnementale
Dans son palmarès 2024, le Conseil national de villes et villages fleuris de France a attribué deux fleurs à la commune.

## Démographie
L'évolution du nombre d'habitants est connue à travers les recensements de la population effectués dans la commune depuis 1793. Pour les communes de moins de 10 000 habitants, une enquête de recensement portant sur toute la population est réalisée tous les cinq ans, les populations de référence des années intermédiaires étant quant à elles estimées par interpolation ou extrapolation. Pour la commune, le premier recensement exhaustif entrant dans le cadre du nouveau dispositif a été réalisé en 2005.

En 2022, la commune comptait 356 habitants, en évolution de −12,53 % par rapport à 2016 (Vienne : +0,6 %, France hors Mayotte : +2,11 %).
| 1793 | 1800 | 1806 | 1821 | 1831 | 1836 | 1841 | 1846 | 1851 |
| ---- | ---- | ---- | ---- | ---- | ---- | ---- | ---- | ---- |
| 730  | 767  | 700  | 773  | 692  | 747  | 719  | 696  | 737  |

| 1856 | 1861 | 1866 | 1872 | 1876 | 1881 | 1886 | 1891 | 1896 |
| ---- | ---- | ---- | ---- | ---- | ---- | ---- | ---- | ---- |
| 792  | 763  | 763  | 739  | 681  | 692  | 726  | 740  | 726  |

| 1901 | 1906 | 1911 | 1921 | 1926 | 1931 | 1936 | 1946 | 1954 |
| ---- | ---- | ---- | ---- | ---- | ---- | ---- | ---- | ---- |
| 749  | 728  | 642  | 578  | 628  | 593  | 615  | 573  | 556  |

| 1962 | 1968 | 1975 | 1982 | 1990 | 1999 | 2005 | 2006 | 2010 |
| ---- | ---- | ---- | ---- | ---- | ---- | ---- | ---- | ---- |
| 516  | 437  | 354  | 371  | 378  | 366  | 401  | 405  | 394  |

| 2015 | 2020 | 2022 | - | - | - | - | - | - |
| ---- | ---- | ---- | - | - | - | - | - | - |
| 406  | 362  | 356  | - | - | - | - | - | - |

En 2008, selon l’Insee, la densité de population de la commune était de 21 hab./km2 contre 61 hab./km2 pour le département, 68 hab./km2 pour la région Poitou-Charentes et 115 hab./km2 pour la France.
Les dernières statistiques démographiques pour la commune de Orches ont été fixées en 2009 et publiées en 2012. Il ressort que la mairie administre une population totale de 404 personnes. À cela il faut soustraire les résidences secondaires (5 personnes) pour constater que la population permanente sur le territoire de la commune est de 399 habitants.
La répartition de la population par sexe est la suivante en 2005 selon l'Insee : 50,9 % d'hommes (50,7 % en  1999) et 49,1 % de femmes (49,3 % en  1999).
Selon l'Insee, en 2005 :
- le nombre de célibataires était de 31,1 % ;
- les couples mariés représentaient 55,1 % de la population ;
- les divorcés étaient 7,7 % ;
- le nombre de veuves et veufs était de 6,2 %.

## Économie

### Agriculture
Selon la Direction régionale de l'Alimentation, de l'Agriculture et de la Forêt de Poitou-Charentes, il n'y a plus que 14 exploitations agricoles en 2010 contre 19 en 2000.
Les surfaces agricoles utilisées ont diminué et sont passées de 1 353 hectares en 2000 à 1 125 hectares en 2010. 59 % sont destinées à la culture des céréales (blé tendre essentiellement mais aussi orges et maïs), 19 % pour les oléagineux (1/4 des sols pour le colza et 3/4 pour le tournesol) et 14 % pour le fourrage. En 2000,4 hectares (3 en 2010) étaient consacrés à la vigne.
Les élevages d'ovins et de volailles ont disparu au cours de cette décennie. La disparition de l'élevage d'ovins est conforme à la tendance globale du département de la Vienne. En effet, le troupeau d’ovins, exclusivement destiné à la production de viande, a diminué de 43,7 % de 1990 à 2007. Il reste un élevage de chèvres au Vivier pour la production de lait . Il ne reste qu'un élevage de bovins à La Folie .

### Emploi et activité
Le taux de chômage en 2005 était de 11,6 % et en 1999 il était de 10,1 %.
Les retraités et les préretraités représentaient 25,9 % de la population en 2005 et 25,3 % en 1999.
Le taux d'activité était de 71,4 % en 2005 et de 65,1 % en 1999.

## Culture locale et patrimoine

### Lieux et monuments

#### Patrimoine civil et religieux
- Le château de Puygarreau dont la porte a été inscrite comme monument historique en 1988.
- L'église Saint Hilaire est inscrite comme monument historique depuis 1935[32] pour son chœur, son portail et sa chapelle seigneuriale. De style roman, elle a été, en effet, construite au XIIe siècle en pierre et en bois. Elle possède un portail en arc brisé qui est précédé d'un porche en bois. Il donne accès latéralement à la nef en berceau. Un des vitraux représente sainte Néomaye. L'église possède aussi des chapiteaux à volute du XIIe siècle  construits en pierre. La chapelle seigneuriale est caractérisée par sa polychromie.
- Les nouveaux vitraux du porche de l'église ont été réalisés par un artiste local, Daniel Mauduit
- Un polissoir néolithique près du hameau de Beauregard, classé monument historique en 1932, et communément appelé Pierres à billettes ou Pierres Saint-Martin, car selon la légende locale ce serait saint Martin qui aurait transformé en pierres les gerbes de blé des paysans locaux pour les punir de ne pas assister à la messe[33].

### Personnalités liées à la commune
- Pierrette Lambert, née à Orches le 10 juin 1928, est une créatrice de timbres-poste et de billets de banque.  Elle fut élève de l'école des Beaux-Arts de Poitiers en 1943. Elle partira à Paris après la mort en déportation pour faits de Résitance de son père Arsène et de son frère Jean. Elle y découvrira la gravure à l'école Estienne , et réalisera plus de 1300 timbres français et étrangers. Elle exécutera entre autres le verso du billet de 50 francs Racine, qui fut le premier d'une longue série. Elle est décorée du titre de Chevalier de la Légion d'Honneur le 14 juillet 2024.

## Sources